# أشوتوش موخيرجي
السير أشوتوش موخيرجي الحائز على وسام نجمة الهند، وزمالة في الجمعية الفلكية الملكية، والجمعية الملكية لإدنبرة، والأكاديمية الملكية الأيرلندية، (اسمه بالحروف الإنجليزية في الأصل Asutosh Mukhopadhyay، ويكتب أيضًا Asutosh Mookerjee) (يونيو 1864 - 25 مايو 1924) كان معلمًا بنغاليًا غزير الإنتاج وفقيهًا قانونيًا ومحاميًا وعالم رياضيات. وكان أول طالب يحصل على درجة مزدوجة (ماجستير في الرياضيات وماجستير في الفيزياء) من جامعة كلكتا. وربما كان الشخصية الأكثر أهمية في التعليم الهندي، فقد كان رجلًا يتمتع بشخصية عظيمة، واحترامًا كبيرًا للذات، وشجاعة وقدرة إدارية عالية. وكان نائب رئيس الجامعة الهندي الثاني لجامعة كلكتا لأربع فترات متتالية مدتها سنتان (1906-1914) وفترة خامسة مدتها سنتان (1921-1923)، وكان موخيرجي مسؤولًا عن تأسيس معهد البنغال التقني في عام 1906، الذي عُرف لاحقًا باسم جامعة جادافبور وكلية العلوم الجامعية (كلية راجابازار للعلوم) بجامعة كلكتا في عام 1914.
لعب موخيرجي أيضًا دورًا حيويًا في تأسيس كلية الحقوق الجامعية المعروفة باسم كلية هازرا للحقوق. وأسس موخيرجي جمعية كلكتا للرياضيات أيضًا في عام 1908 وشغل منصب رئيس الجمعية من عام 1908 حتى عام 1923. كما كان رئيس الجلسة الافتتاحية لمؤتمر العلوم الهندي في عام 1914 الذي عقد في كلية راجابازار للعلوم التي أسسها. وتأسست كلية أشوتوش كذلك تحت إدارته في عام 1916، عندما كان نائب رئيس جامعة كلكتا.
غالبًا ما كان يُطلق عليه «بانغلار باغ» («النمر البنغالي») لتقديره لذاته وشجاعته ونزاهته الأكاديمية. ووفقًا للمؤرخ دي آر بهانداركار يُنسب لقب «فيكراماديتيا» أيضًا إلى السير أشوتوش موخيرجي.

## النشأة
ولد أشوتوش موخيرجي في 29 يونيو من عام 1864 في بوبيزر، كلكتا في عائلة من البراهمة، والدته جاغاتاريني ديفي ووالده غانغا براساد موخوبادهيايا الذي كان طبيبًا معروفًا أسس المدرسة الجنوبية الفرعية الحضرية في كلكتا. وكان بين أسلافه العديد من العلماء السنسكريتيين المتميزين، بما في ذلك بانديت رامشاندرا تاركالانكار، أستاذ نيايا الذي عينه وارن هاستينغز لهذا المنصب في الكلية السنسكريتية في كلكتا. ونشأ أشوتوش الشاب في جو من العلوم والأدب في المنزل، وذهب إلى سيسو فيدايالايا في تشاكرابيريا، بهوانيبور وأظهر استعدادًا مبكرًا لتعلم الرياضيات. وعندما كان صغيرا التقى إيشوار تشاندرا فيدياساغار الذي كان له تأثير كبير عليه. وكان أحد تلاميذ مادوسودان داس.

## حياته الشخصية
تزوج موخيرجي في عام 1885 بجوغومايا ديفي بهاتاشاريا (1871 - يوليو 1958). وأنجب الزوجان سبعة أطفال، هم: كامالا (مواليد 1895)، وراما براساد (1896-1983)، وسياما براساد (1901-1953)، وأوما براساد (1902-1997)، وأمالا (مواليد 1905)، وباما براساد (مواليد 1906)، ورامالا (مواليد 1908). وأسس أبرز أبنائه سياما براساد موخيرجي حزب بهاراتيا جانا سانغ، السلف المباشر لحزب بهاراتيا جاناتا الحديث. وأصبح راما براساد قاضيًا في المحكمة العليا في كلكتا بينما اشتهر أوما براساد بكونه رحالة في جبال الهيمالايا وكاتب رحلات - حيث حصل على جائزة ساهيتيا أكاديمي عن تدوين رحلته مانيمايش. وكان حفيده شيتاتوش موخيرجي رئيس قضاة محكمة كلكتا العليا.

## تاريخ عائلته
ولد السير أشوتوش موخيرجي في عائلة براهمة هندوسية في كلكتا، البنغال الغربية. وكانت بلدة أسلافه جيرات في منطقة هوجلي، البنغال الغربية. وجاء جده إلى جيرات من قرية أخرى تسمى ديغسوي، وتقع أيضًا في منطقة هوجلي واستقر هناك. ولد جانغا براساد موخيرجي والد السير أشوتوش في جيرات، مقاطعة هوجلي في 16 ديسمبر عام 1836. وكان طالبًا جديرًا بالتقدير وجاء إلى كلكتا للدراسة في كلية الطب بمساعدة أثرياء جيرات، وفي وقت لاحق استقر في منطقة بهوانيبور في كلكتا.

## إنجازاته كعالم رياضيات
في نوفمبر عام 1879 اجتاز موخيرجي امتحان القبول بجامعة كلكتا في سن الخامسة عشرة، حيث احتل المرتبة الثانية وحصل على منحة دراسية من المستوى الأول. وفي عام 1880 التحق بكلية بريزيدنسي (الآن جامعة بريزيدنسي) في كلكتا حيث التقى بي سي راي وناريندراناث دوتا الذي اشتهر فيما بعد باسم سوامي فيفي كاناندا. وفي وقت لاحق من ذلك العام على الرغم من أنه كان طالبًا في السنة الأولى فقط نشر أول ورقة رياضية له، حول إثبات جديد للاقتراح الخامس والعشرين من كتاب إقليدس الأول.
في عام 1883 تصدر موخيرجي امتحان البكالوريوس في جامعة كلكتا لينال بعدها درجة الدراسات العليا في الرياضيات. وفي عام 1883 كتب إس إن بانيرجي مقالًا في صحيفة البنغال ضد أوامر محكمة كلكتا العليا وجرى القبض عليه بتهمة ازدراء المحكمة. واندلعت الاحتجاجات والهارتال (مصطلح هندي يدل على الاضراب) في جميع أنحاء البنغال ومدن أخرى بقيادة مجموعة من الطلاب برئاسة موخيرجي في محكمة كلكتا العليا. وفي عام 1884 حصل على جائزة هاريشتشاندرا للإنجازات الأكاديمية، وحصل على ماجستير مع مرتبة الشرف الأولى في الرياضيات عام 1885. وفي عام 1886 حصل على درجة الماجستير الثانية في العلوم الطبيعية، ما جعله أول طالب يحصل على درجة مزدوجة من جامعة كلكتا. وفي نفس العام تزوج بجوغومايا ديفي، ونشر أيضًا ورقته البحثية الثالثة بعنوان «ملاحظة حول الدالات الناقصية». وجرى الإشادة بالورقة من قبل عالم الرياضيات البريطاني المتميز وزميل الجمعية الملكية آرثر كيلي الذي قال إنها مساهمة ذات «جدارة مستحقة». وجرى تكريم موخيرجي لإنجازاته من خلال منحة بريمشاند رويشاند للزمالة في الرياضيات والفيزياء، والعلوم البحتة والتطبيقية. وكان لا يزال يبلغ من العمر 22 عامًا فقط، وقد جرى الاعتراف بقدراته أيضًا من خلال انتخابه زميلًا في الجمعية الملكية في إدنبرة. وبحلول عام 1888 كان موخيرجي محاضرًا في الرياضيات في الجمعية الهندية لتنمية العلوم المنشأة حديثًا (أي إيه سي إس).
واصل موخيرجي نشر الأوراق العلمية حول الرياضيات والفيزياء في الثلاثينيات من عمره. وبحلول عام 1893 عندما كان يبلغ من العمر 29 عامًا جرى انتخابه أيضًا لزمالات الجمعية الفيزيائية الفرنسية والجمعية الرياضية في باليرمو، وكان عضوًا في الأكاديمية الملكية الأيرلندية. وأصبح بعد ذلك عضوًا في جمعية الرياضيات في لندن، وجمعية الرياضيات في باريس، وجمعية الرياضيات الأمريكية (1900). على الرغم من أنه بعد عام 1893 تخلى إلى حد كبير عن مساعيه في الرياضيات للعمل في مجال القانون، فقد جرى الاعتراف بموخيرجي كأول عالم رياضيات هندي حديث يدخل مجال البحث الرياضي، وأسس جمعية كلكتا للرياضيات في عام 1908. ومن بين مساهماته في الرياضيات أيضًا حدد موخيرجي العديد من الاشتقاقات الحاسمة لإجابة غاسبار مايناردي لتحديد المسار المائل لنظام القطع الناقص متحد البؤر. كما قدم مساهمات دائمة في الهندسة التفاضلية، حيث طور طرقًا تحليلية لتبسيط تفسير غاسبار مونج لمعادلته التفاضلية العامة للمخروطات.